# Allostigma
Allostigma, monotipski biljni rod iz porodice gesnerijevki rasprostranjen po jugozapadu kineske provincije Guangxi. Jedina je vrsta trajnica A. guangxiense iz jugoistočne Kine

## Etimologija
Ime roda dolazi od grčkog αλλος, allos = raznolik, različit, i στιγμα, stigma = njuška tučka, stigma, aludirajući na stigmu s dva izrazito nejednaka režnja.

## Napomena
Allostigma je vrlo slična rodu  Pseudochirita osim što ima aksilnu placentaciju dok Pseudochirita ima parijetalnu placentaciju.